# 2Dark
2Dark (wymowa ˈtu ˈdɑrk) – gra komputerowa stanowiąca połączenie survival horrorów i skradanek, stworzona przez studio Gloomywood i wydana w 2017 roku przez Bigben Interactive. Grę wyreżyserował Frédérick Raynal, znany głównie z gry Alone in the Dark. Premiera odbyła się na platformach Microsoft Windows, macOS, PlayStation 4 i Xbox One, a później gra trafiła również na Nintendo Switch.
Fabuła gry koncentruje się na postaci Smitha, byłego detektywa, którego dzieci zostały porwane, a żona zamordowana podczas rodzinnego biwaku. Siedem lat po tej tragedii bohater odkrywa, że w fikcyjnym mieście Gloomywood ginie coraz więcej dzieci. Gracz wciela się w rolę Smitha, który postanawia na własną rękę odnaleźć i uratować porwane dzieci, stawiając czoła seryjnym mordercom ukrywającym się w różnych lokacjach miasta. Rozgrywka polega na infiltracji niebezpiecznych miejsc, unikaniu pułapek i wrogów oraz bezpiecznym wyprowadzeniu uratowanych dzieci.
Gra wyróżnia się charakterystyczną oprawą wizualną, łączącą elementy pikselowej grafiki z mroczną atmosferą. System rozgrywki opiera się na mechanice skradania i rozwiązywaniu zagadek środowiskowych, przy ograniczonych zasobach i konieczności zachowania ostrożności. 2Dark otrzymało mieszane recenzje – krytykowano niektóre aspekty rozgrywki, takie jak sztuczna inteligencja przeciwników oraz frustrujący poziom trudności, a także niefortunne połączenie horroru z kreskówkową estetyką.